# Propielewszczyzna
Propielewszczyzna – dawna wieś. Tereny, na których leżała, znajdują się obecnie na Białorusi, w obwodzie witebskim, w rejonie głębockim, w sielsowiecie Plisa.

## Historia
W czasach zaborów wieś w powiecie dzisieńskim, w guberni wileńskiej Imperium Rosyjskiego.
W latach 1921–1945 wieś leżała w Polsce, w województwie wileńskim, w powiecie dziśnieńskim, w gminie Plisa, od 1929 roku w gminie Hołubicze.
Według Powszechnego Spisu Ludności z 1921 roku zamieszkiwały tu 73 osoby, 58 było wyznania rzymskokatolickiego a 15 prawosławnego. Jednocześnie 68 mieszkańców zadeklarowało polską a 5 białoruską przynależność narodową. Było tu 10 budynków mieszkalnych. W 1931 w 10 domach zamieszkiwało 79 osób.
Wierni należeli do parafii rzymskokatolickiej w Bobrowszczyźnie i prawosławnej w Hołubiczach. Miejscowość podlegała pod Sąd Grodzki w Głębokiem i Okręgowy w Wilnie; właściwy urząd pocztowy mieścił się w Hołubiczach.